# Hr.Ms. K VII (1922)
De Hr.Ms. K VII was een Nederlandse onderzeeboot van de K V-klasse. De boot is in opdracht van het Nederlandse ministerie van Koloniën gebouwd door de Rotterdamse scheepswerf Fijenoord.
Op 8 september 1923 vertrok de K VII uit de haven van Den Helder naar Nederlands-Indië. De overtocht werd gemaakt samen met de K II, de K VIII en de onderzeebootbevoorradingsvaartuig de Pelikaan. Tijdens de overtocht stonden de schepen onder commando van E. M. Wissmann. De overtocht bracht het konvooi in de havens van Gibraltar, Tunesië, Alexandrië, Aden, Colombo and Sabang. Op 24 december 1923 kwam het konvooi aan in Tandjong Priok. Tot 1935 voert de K VII actief patrouilles uit in de kustwateren van Nederlands-Indië.

## K VII tijdens WO II
Toen Nederland Japan de oorlog verklaarde op 8 december 1941 bevond de K VII zich in de haven van Soerabaja, daar werd hij als reserveboot aan de kant gehouden. Op 18 februari 1942 bombardeerden de Japanse vliegtuigen Soerabaja. Tijdens deze aanval dook de K VII in de haven van Soerabaja als bescherming tegen de bommen, maar dit mocht niet baten want de K VII werd toch getroffen door een bom en zonk. Hierbij kwamen dertien manschappen om het leven. Een deel van de slachtoffers is begraven op de  begraafplaats van Kembang Kuning in Soerabaja, het overige deel kreeg een zeemansgraf.